# Spermophilus dauricus
Spermophilus dauricus es una especie de roedor de la familia Sciuridae. Se encuentra en el noreste de China, este de Mongolia y Transbaikalia (Rusia).

## Distribución geográfica
Esta especie terrestre de roedor se encuentra en los desiertos de China, pero es considerada una especie característica del extremo norte de Mongolia y las fronteras adyacentes de Siberia. Vive en laderas de colinas, pastos, bordes de carreteras y a lo largo de vías de ferrocarriles. 
Existe una posible degradación de su hábitat debido al pasto, por el aumento del número de ganado. El secado de las fuentes de agua y las sequías también amenazan a esta especie. Aun así, su conservación sólo se lleva a cabo en algunas áreas protegidas (aproximadamente el 7% del rango de la especie en Mongolia). Asignado como preocupación menor en Rusia y China. 

## Descripción
La especie suele medir entre 16.5 y 27 centímetros de largo, mientras que su peso se encuentra entre los 165 y los 265 gramos. Su pelo de color beige es corto y ancho en verano, largo y más suave en invierno. Presenta una cola corta que puede mostrar toques de amarillo. 

## Biología
Utiliza madrigueras de marmotas y pica dáurica (Ochotona dauurica). Éstas son simples y los túneles se extienden un máximo de 2 metros, pudiendo algunos llegar a alcanzar los 6 - 8 metros de longitud. Los machos adultos entran en hibernación a finales de mayo, mientras que aquellos más jóvenes están activos hasta el otoño.
Estas ardillas se alimentan de diversas hierbas y otras plantas, incluidos los campos de cereales. La gestación es de aproximadamente 30 días, y el tamaño de la camada es de 2-9 jóvenes. La edad de madurez es el segundo año.